# Lainzer Tiergarten
Koordinaten: 48° 10′ 45″ N, 16° 12′ 26″ O

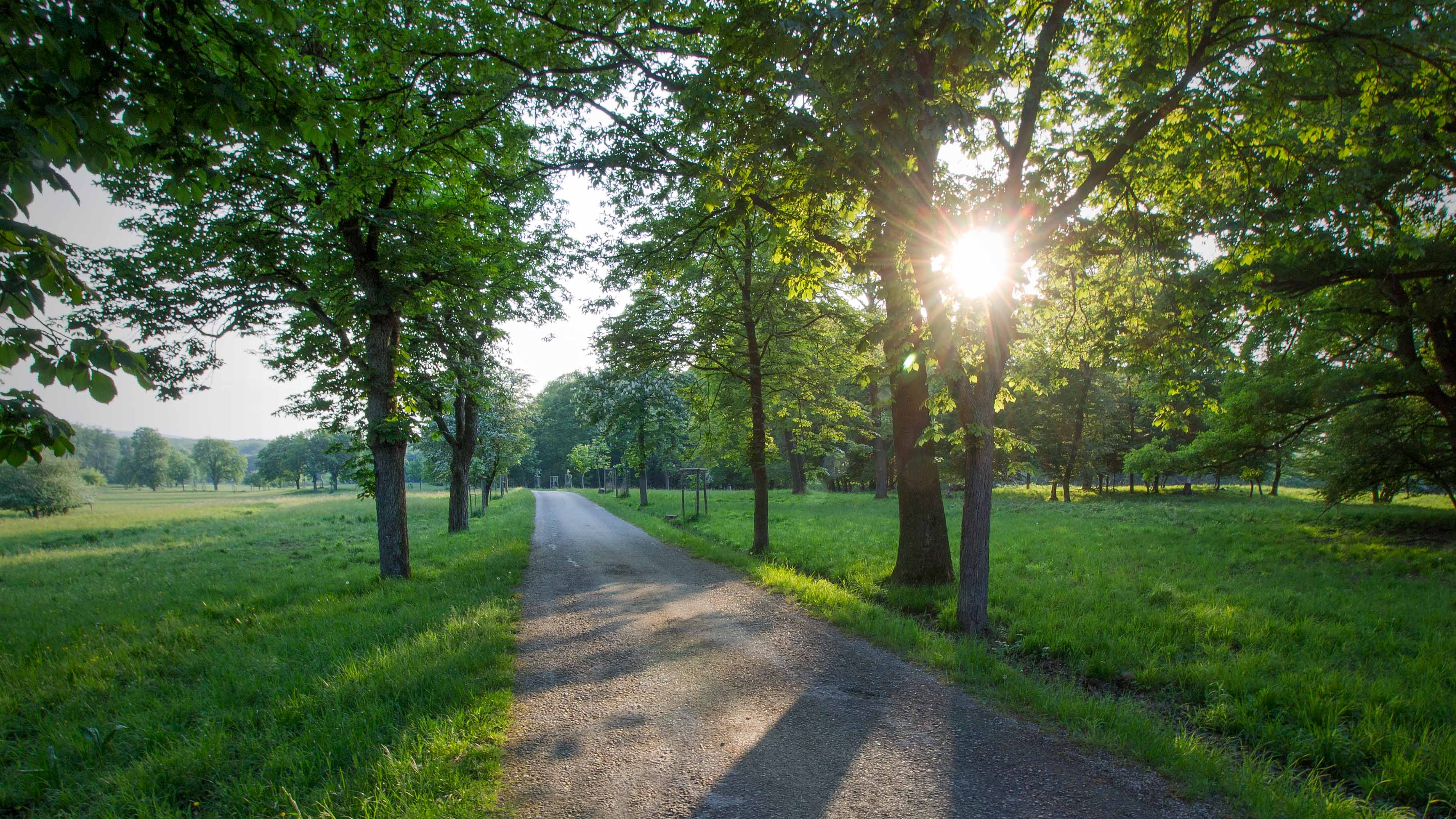
Abendliche Szene im Tiergarten, Nähe Pulverstampftor

Der Lainzer Tiergarten ist ein öffentlich zugängliches Naturschutzgebiet in Wien und zum Teil auch in Niederösterreich, das von der Magistratsabteilung 49 – Forstamt und Landwirtschaftsbetrieb der Stadt Wien verwaltet und betreut wird. Er ist ein Tiergarten im Sinne eines weitläufigen Waldgebietes mit reichem, innerhalb des Gartens frei lebendem Wildbestand. Als dieses Schutzgebiet ist es auch Bestandteil des Biosphärenparks Wienerwald. Der Lainzer Tiergarten liegt größtenteils im Westen Wiens, ein kleiner Teil liegt in der niederösterreichischen Gemeinde Laab im Walde.

## Geographie
Der Lainzer Tiergarten, benannt nach dem östlich anrainenden Ort Lainz, befindet sich wie dieser größtenteils in Hietzing, dem 13. Gemeindebezirk im Westen Wiens, in der Katastralgemeinde Auhof. Das ummauerte Areal fällt nördlich zum Wiental mit dem Auhof und der West Autobahn ab, grenzt nördlich und östlich an städtisches Siedlungsgebiet sowie westlich und südlich an Wald in Niederösterreich und Wien bis vor Laab, südlich auch an das Liesingbachtal.
Mit den angrenzenden Wäldern zählt der Tiergarten zum nördlichen Teil des Wienerwaldes. Er liegt am Ostrand der Alpen, an dem im Miozän eine Meeresküste lag. Dort wurden auch Hinweise auf die Tätigkeit eines kleinen Vulkans gefunden, die wissenschaftlich publiziert wurden. Vulkanische Gesteine (Pikrite, Tuffe) wurden mehrfach gefunden. An den Gesteinen wurden Bohrlöcher von Meermuscheln beobachtet.
Die Gesamtfläche des Lainzer Tiergartens beträgt aktuell 2450 Hektar, wovon 2360 ha auf Wiener Stadtgebiet liegen. 1945 Hektar sind Waldfläche. Die Umfassungsmauer des Lainzer Tiergartens ist zirka 22 Kilometer lang.

### Zugang
Der Eintritt in den Tiergarten ist nur durch je nach Jahreszeit zu unterschiedlichen Zeiten geöffnete Tore möglich (im Uhrzeigersinn):
- Lainzer Tor, 13., Hermesstraße, im Osten; mit Besucherzentrum und naher Hermesvilla quasi das „Haupttor“ des Tiergartens, ganzjährig geöffnet; Autobuslinie 56B von der U-Bahn-Station Hietzing, dort Anschluss zur Linie U4.
- Gütenbachtor, 23., Gütenbachstraße, im Süden, Autobuslinien 253, 254, ca. 30 Minuten Fußweg
- Laaber Tor, im Südwesten, Gemeinde Laab im Walde, Autobuslinie 253, Haltestelle Laab Tiergartenstraße, ca. 15 Minuten Fußweg
- Pulverstampftor, im Norden beim Auhof, 14., Hofjagdstraße, Autobuslinie 50B, Haltestelle Auhof Umspannwerk auf der parallelen Wientalstraße, bei der Haltestelle Wien Wolf in der Au an der Westbahn
- Nikolaitor, im Nordosten, 13., Ecke  Nikolausgasse / Seuttergasse; nahe dem Bahnhof Wien Hütteldorf, U4 und S-Bahn
- Sankt Veiter Tor, 13., Gemeindeberggasse, Autobuslinie 54A (früher ugs. Sauzagltürl)[4]

## Tierbestand

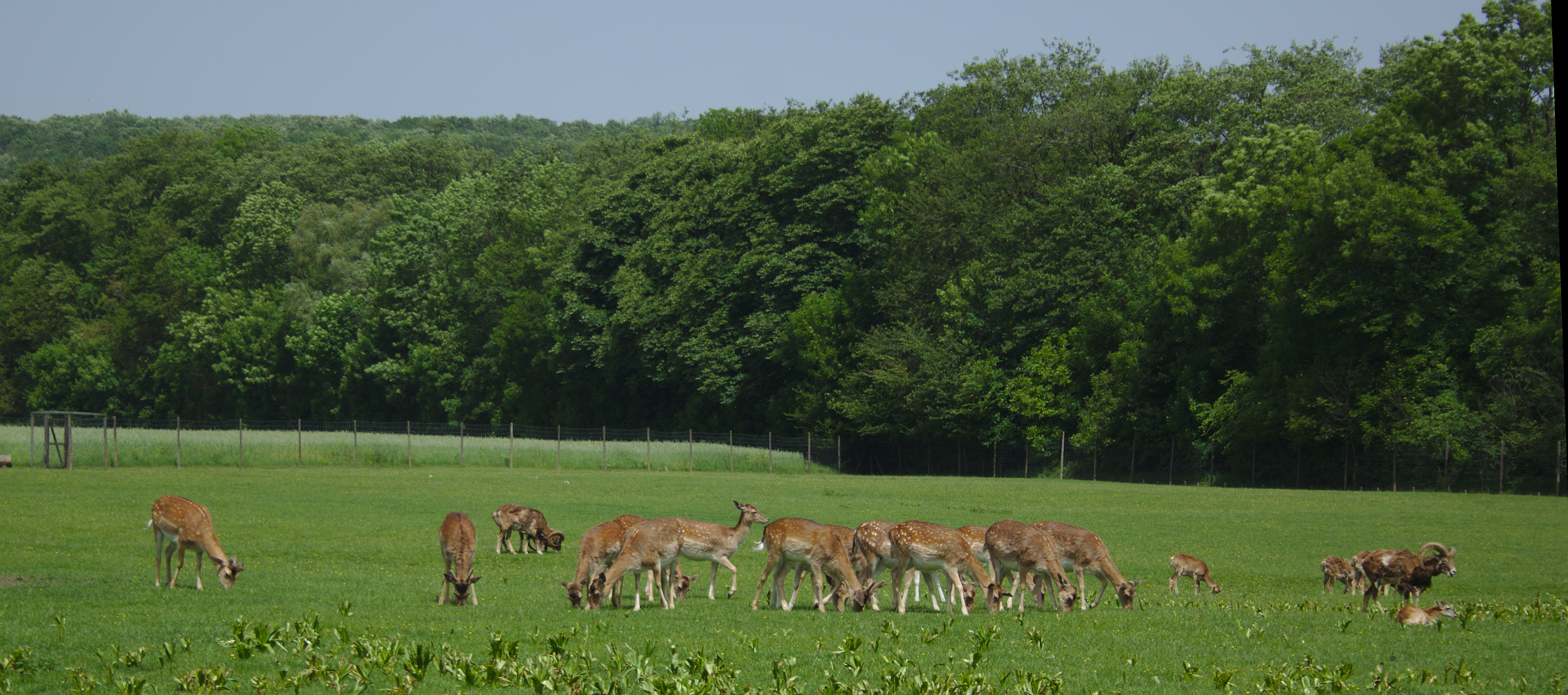
Penzinger Wiese im Lainzer Tiergarten

Der Lainzer Tiergarten zeichnete sich seit jeher durch Wildreichtum aus (in der Nachkriegszeit stark dezimiert). Rothirsch, Damhirsch, Reh, Mufflon und das Wildschwein gehören zu den vielen dort heimischen großen Wildtierarten.
Von den 29 in Österreich heimischen Fledermausarten (22 in Wien) beherbergt alleine der Lainzer Tiergarten 18.
Der gesamte Lainzer Tiergarten ist ein ausgewiesenes Natura 2000-Naturschutzgebiet und beherbergt einige der ältesten Buchen und Eichen im Wienerwald. Stammumfänge von bis zu vier Meter sind zu finden. Die meisten dieser alten Bäume findet man am Johannser Kogel. Aufgrund des hohen Wildbestands im Park findet man sehr viele Viehlägerbiotope, welche sonst sehr selten sind.
Im Bereich zwischen Lainzer Tor und Hermesvilla befinden sich Wildgatter und ein Arboretum, in dem viele der heimischen Holzgewächse gezeigt werden.
Der Lainzer Tiergarten ist als einzelnes auch als Europaschutzgebiet ausgewiesen.

## Geschichte

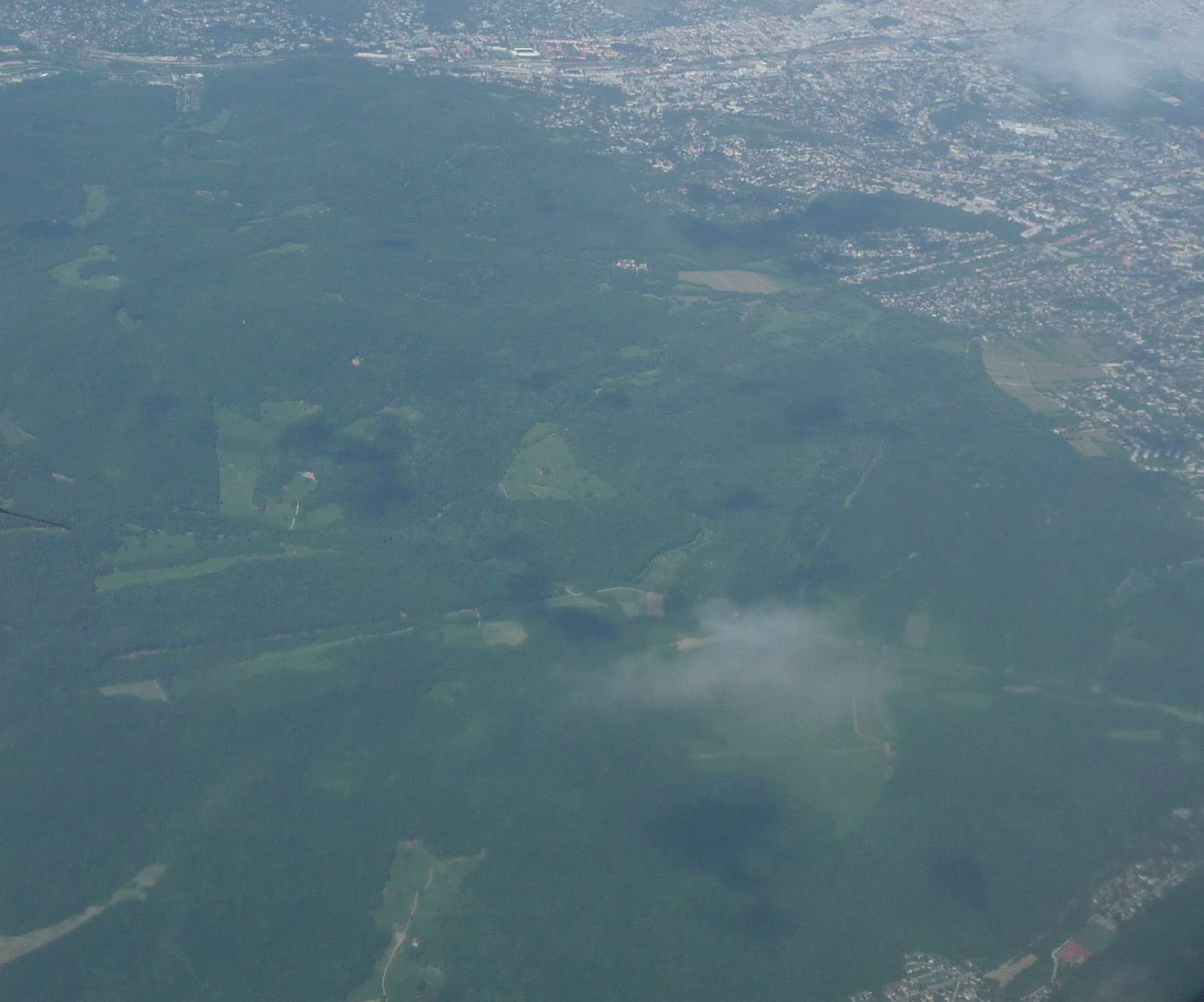
Luftbild des Lainzer Tiergartens von Süden, im Hintergrund Wien

### Jagdrevier der Monarchie
Die ersten Besiedlungen auf dem Areal des Lainzer Tiergarten gehen auf die Römerzeit zurück. Im Zuge von archäologischen Ausgrabungen wurden Keramikbruchstücke, die auf das 2. Jahrhundert n. Chr. datiert wurden, gefunden. Weitere Funde wurden dem späten 11. bis 13. Jahrhundert zugeordnet. Der Wienerwald wurde schon im 11. Jahrhundert von den Babenbergern als Jagdgebiet genutzt.
Kaiser Ferdinand I. kaufte den Auhof mit angrenzenden Waldungen, ließ 1561 um das Gebiet einen Holzzaun bauen und machte es zum kaiserlichen Jagdrevier (das es bis 1918 blieb). Der ursprüngliche Zaun umschloss dabei nur einen kleinen Bereich des heutigen Areals und erforderte immer wieder intensive Reparaturmaßnahmen.
Gründe für den Zaunbau waren die durch die unmittelbare räumliche Nähe zu besiedeltem Gebiet auftretenden Probleme des Verbisses, des Wildwechsels und der Nahrungssuche auf Äckern und Wiesen sowie die massiven Flurschäden auf den Agrarflächen der Umgebung. Zudem waren auch der Schutz der Weingärten und die Trennung der Interessenssphären der Jagd und der Agrar- und Weinwirtschaft ein Anliegen.
Zur Zeit Kaiser Karls VI. beschreibt eine zeitgenössische Publikation den Tiergarten als „vornehmsten Wildpark Europas“. Das Jagdgebiet im Wienerwald wies schon im 18. Jahrhundert eine gemessen an der natürlichen Population überdurchschnittlich hohe Wilddichte auf.
Zunehmende Wildschäden in den Weinbergen führten zum Patent Kaiserin Maria Theresias als Erzherzogin von Österreich vom 25. August 1770, in welchem sie die Haltung von Schwarzwild nur mehr in geschlossenen Tiergärten erlaubte. Die ersten Pläne für eine dauerhafte Einfriedung sind auf den 10. Oktober 1770 datiert.

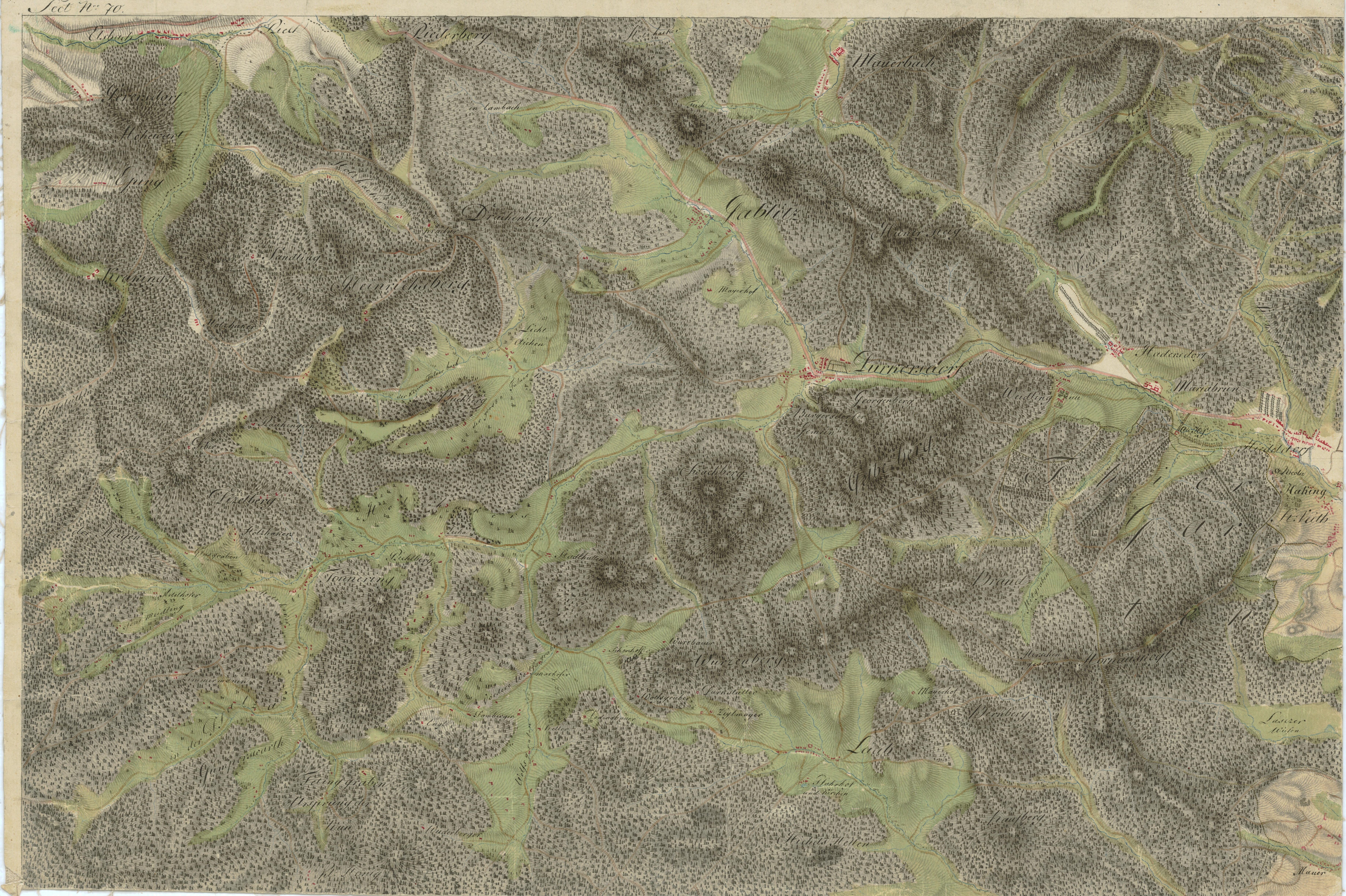
Das Gebiet des „Thier Garten“ um 1790, noch nicht in der späteren Ausdehnung (Mitte rechts, Einfriedung schwarz punktiert, Josephinische Landesaufnahme)

Unter Kaiser Joseph II. wurde endlich anstelle des Holzzauns eine Mauer geplant, welche ein viel größeres Gebiet umfassen sollte. Mit der Errichtung der 24,2 km langen Steinmauer wurde Baumeister Philipp Schlucker beauftragt, der weit günstiger als die etablierte Konkurrenz angeboten hatte. Obwohl er die Mauer zwischen 1782 und 1787 planmäßig fertigstellte, wurde er von der unterlegenen Konkurrenz diskreditiert und unzutreffend von seinem baldigen Ruin berichtet, wovon manche im Raum Wien den Ausspruch „Armer Schlucker“ ableiten wollen. Ein Teil der originalen Schlucker-Mauer ist direkt neben dem Pulverstampftor erhalten geblieben.

Der Westen des Tiergartens (rechts) mit dem damaligen Jagdhaus „Hirschgestäm“ und dem (alten) Verlauf der Tiergartenmauer beim „Diana-Thor“

Das im Zuge der Märzrevolution von 1848 beseitigte Rechtsinstitut der Grundherrschaft (Hans Kudlichs so genannte Bauernbefreiung) führte zu diversen Besitzstreitigkeiten. Der jahrhundertelang in kaiserlichem Privatbesitz gestandene Saugarten, der erst später die Bezeichnung Tiergarten erhielt, ging am 26. August 1855 auf Entscheid Franz Josephs I. in hofärarisches Eigentum (Staatsbesitz, der dem Monarchen zur Nutzung vorbehalten blieb) über. Das Gebiet wurde weiterhin fast nur zu Hofjagden der kaiserlichen Familie und ihrer Gäste genutzt.

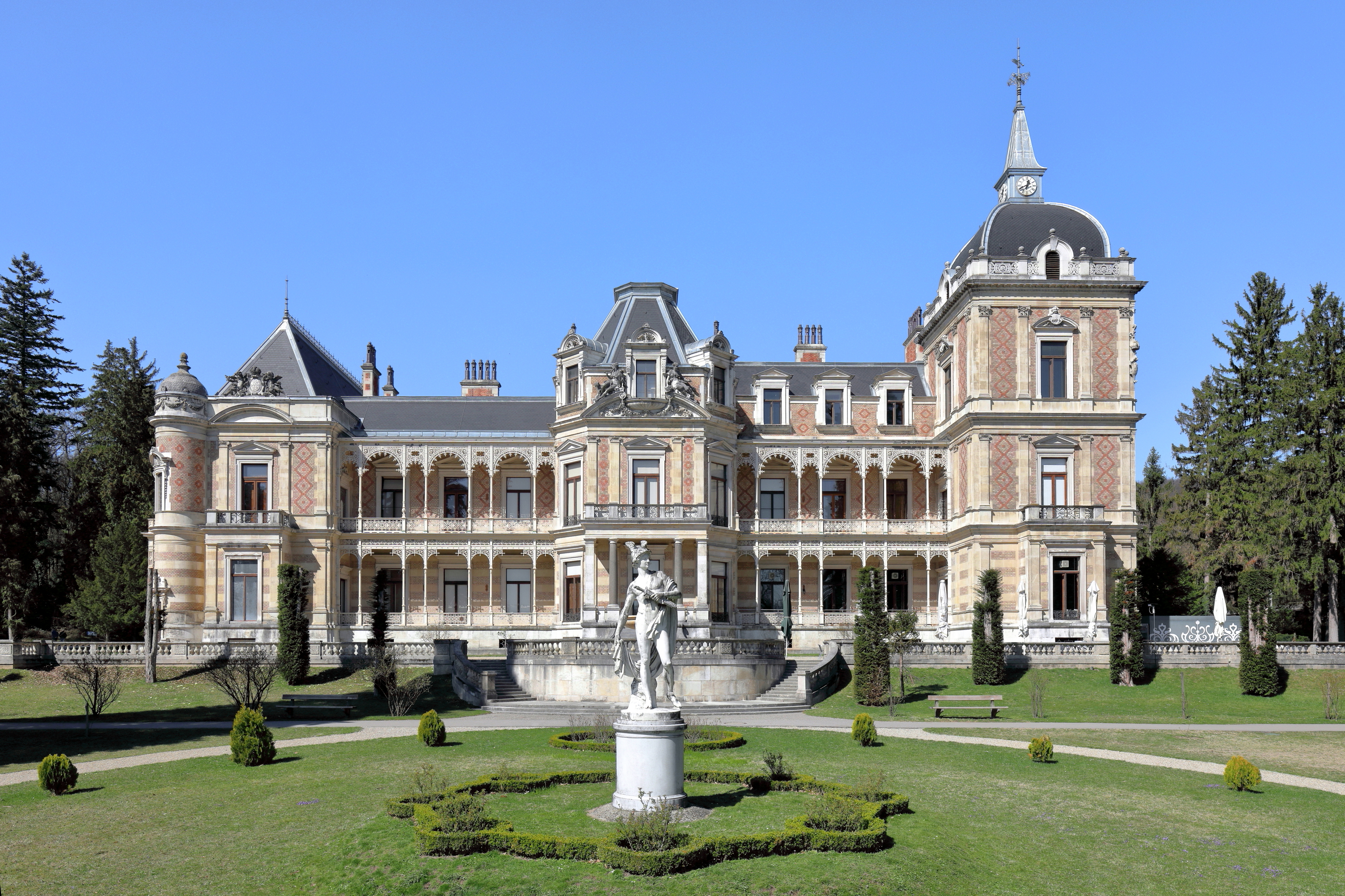
Hermesvilla

1882–1886 ließ Franz Joseph I. im stadtnäheren, östlichen Teil des Tiergartens die Hermesvilla als Refugium für Kaiserin Elisabeth errichten. Der zur damaligen Zeit, auch auf Grund von Franz Josephs geringer gewordener Jagdlust, weniger zum eigentlichen Zweck verwendete Tiergarten wurde so erstmals anders genutzt. Der Hermesvillapark ist ein bis heute bestehendes, völlig vom Menschen bepflanztes, planiertes und gepflegtes Areal, das sich in der botanischen wie zoologischen Ausstattung stark von der Umgebung unterscheidet. Die Nutzungskonflikte nach diesem Eingriff in ein nahezu unbebautes Gebiet blieben nicht aus. So beklagten sich die Jäger über Wilderei und bezichtigten die Bauarbeiter der Brandstiftung; die jagd- und forstwirtschaftlichen Arbeiten ruhten während des Aufenthalts der Kaiserin im Tiergarten.

### Erste Republik und Ständestaat
Nach dem Zerfall der Monarchie am Ende des Ersten Weltkriegs, 1918, und damit dem Ende des kaiserlichen Jagdreviers kam es im Tiergarten zu Wilderei und Holzakquisitionen, gegen die die verbliebenen Jäger und Förster vorgingen, allerdings ohne merklichen Erfolg. Auf Grund des Fehlens der Kohlelieferungen aus dem Ausland war das Sammeln von „Klaubholz“ eingeschränkt gestattet worden. Das illegale Holzsammeln und -fällen musste mittels Gewalteinsatz der Jagd- und Forstbeamten eingedämmt werden. Auch Baumaterial sowie die Straßenbeleuchtung wurde entwendet.
Eigentümer des Areals war nun der deutschösterreichische Staat bzw. die Republik Österreich. Sie übertrug den Lainzer Tiergarten, wie viele andere ehemalige hofärarische Besitztümer, am 18. Dezember 1919 an den Kriegsgeschädigtenfonds (K.G.F.). Diskutierte Nutzungsänderungen des Tiergartens – so sollte der Wildbestand auf ein kleines Gehege beschränkt und der Rest des Waldes an Bauern verpachtet werden, um dem Defizit des Tiergartens entgegenzuwirken – kamen nicht zu Stande. Auch eine land- und forstwirtschaftliche Nutzung nach Abschuss des Wildbestandes wurde überlegt. Die größte Bedrohung für das heutige Naturschutzgebiet ging von verschiedenen Bebauungsplänen aus, die nur zu einem kleinen Teil realisiert wurden: Im stadtnächsten Teil des Areals, an der Hermesstraße, wurde die Siedlung Friedensstadt errichtet. (Ecke Hermesstraße / Linienamtsgasse befindet sich bis heute das einstige Pförtnerhaus des Tiergartens.) Dass der Tiergarten als solcher weiter bestehen blieb, lag am Fuß fassenden Naturschutz, der das Ökosystem Lainzer Tiergarten als schützenswert erachtete.
1919 wurde der Tiergarten für die Öffentlichkeit zeitweilig zugänglich gemacht. Die Schließzeiten sorgten für Unverständnis. Obwohl die Anlage nur für die Dauer der Brunft geschlossen war, fühlten sich die Bürger ungerecht behandelt und forderten die völlige Öffnung. Das ehemalige Jagdgebiet wandelte sich langsam zum öffentlichen Park mit der Möglichkeit zur Tierbeobachtung. Müllprobleme und die Forderung nach einer Gastwirtschaft auf dem Gelände führten zu einem intensiven Streit zwischen Naturschützern und Befürwortern der Kommerzialisierung. Dieser endete 1925 in einer halbherzigen Erweiterung der „allgemeinen Forstbeschreibung im Forsteinrichtungswerk“. Schonzeiten für Wildtiere wurden eingeführt und Flora und Fauna allgemein besser geschützt.
1927 wurden Teile des Tiergartens zur Errichtung einer Golfanlage freigegeben, was schwere Konflikte zur Folge hatte. Die Störung des Wildes, Autoverkehr und die durch das Wild verursachten Flurschäden sowie die Pläne, Hotels und Tennisplätze zu errichten, waren die Auslöser. Das Problem verschwand jedoch von selbst, da der Club mit Geldproblemen zu kämpfen hatte und schließlich 1938 die Benützung des Areals gekündigt wurde, obwohl der Golfclub formal auch während des Krieges bestand.

Großes Aufsehen erregte der Mord, der am 17. Juli 1928 im Saulackenmais an der Lebedame Katharina Fellner verübt wurde und als „Mord im Lainzer Tiergarten“ in die Wiener Kriminalgeschichte einging.

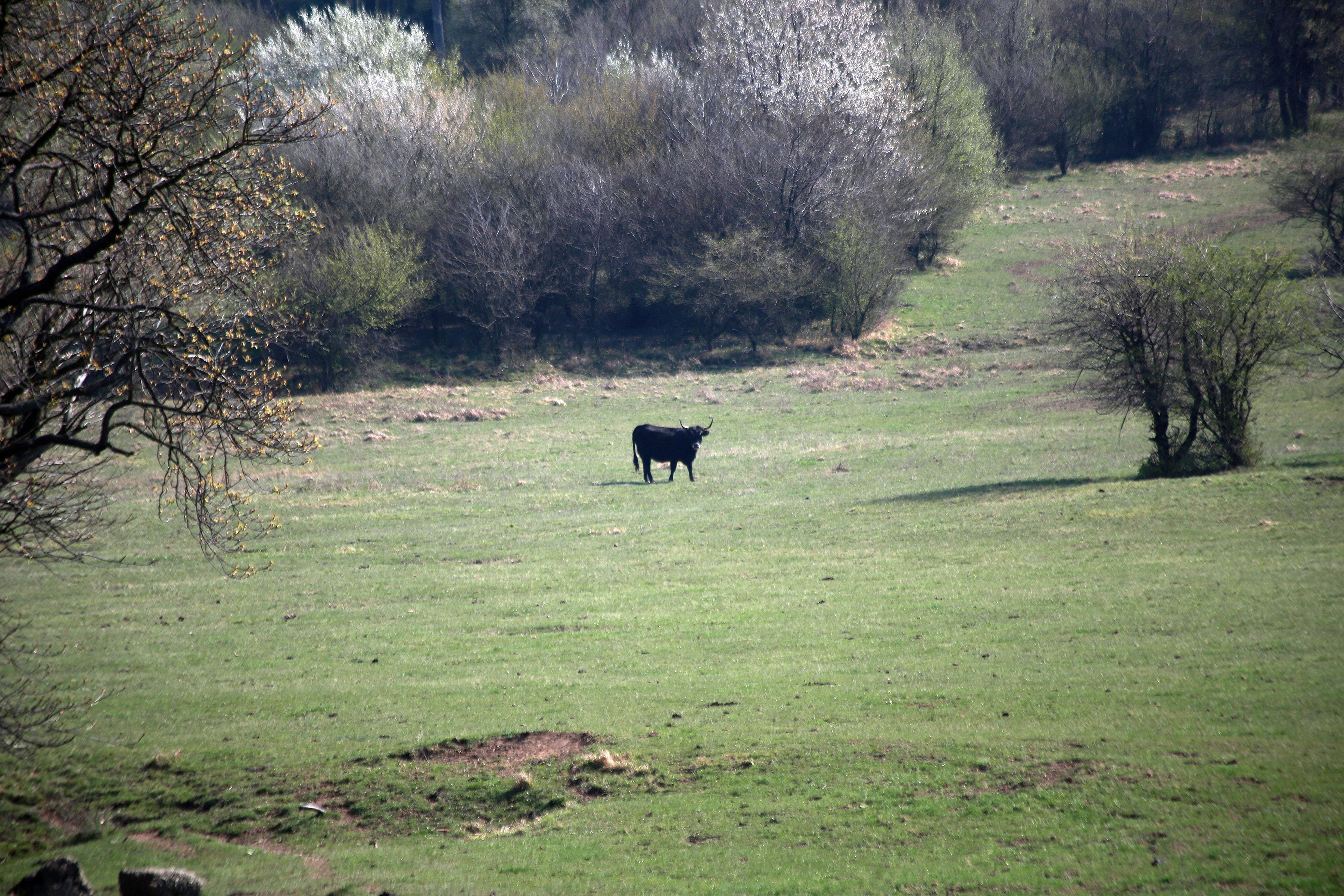
Heckrind im Lainzer Tiergarten

Seit 1928 gibt es im Park Heckrinder, die einen Versuch zur „Rückzüchtung“ (= Abbildzüchtung) des ausgestorbenen Auerochsen darstellen.
Der Kriegsgeschädigtenfonds schaffte es nicht, wie erwartet Überschüsse zu Gunsten der Kriegsgeschädigten zu erzielen. Seine Finanzlage war miserabel, sodass der Staat 1929 alle finanziellen Aufwendungen wie Steuern, Pensionszahlungen etc. übernahm und der Fonds nur mehr die Bewirtschaftung der Güter innehatte. Der Fonds erzielte durch kommerzielle Jagd im Lainzer Tiergarten Einnahmen, wurde aber wegen des durch intensive Bejagung veränderten Wildverhaltens kritisiert („Trophäenschießen“). Die Wirtschaftskrise Anfang der dreißiger Jahre führte zu so starker Verschuldung des Fonds, dass er aufgelöst werden musste.
Der Lainzer Tiergarten ging nun wieder in direktes Staatseigentum über. Die Ständestaatsdiktatur übertrug ihn 1937 ins Eigentum der damals „bundesunmittelbaren“ Stadt Wien, obwohl das Areal damals noch zum Land Niederösterreich gehörte.

### NS-Zeit und Zweiter Weltkrieg
Per 15. Oktober 1938 wurde von der NS-Diktatur Groß-Wien geschaffen; der Tiergarten zählte nun zum Stadtgebiet Wiens und befand sich im neuen 25. Bezirk, Liesing. Unter der Leitung von Reichsjägermeister Hermann Göring änderte sich die Nutzung des Gebietes erneut. Einerseits wurde eine intensive landwirtschaftliche Verwendung der Wiesen in Betracht gezogen, andererseits wurde der Tiergarten zum Repräsentationsjagdgebiet der Stadt Wien erklärt und die forstwirtschaftliche Nutzung stark eingeschränkt. Anders als in der Lobau wurde im Tiergarten nur eingeschränkt gejagt. Göring war nur einmal Jagdgast; die Zucht und „Blutauffrischung“ des Bestandes standen im Mittelpunkt. Göring regte 1938 an, den Lainzer Tiergarten zum Naturschutzgebiet zu erklären; dies erfolgte 1941.

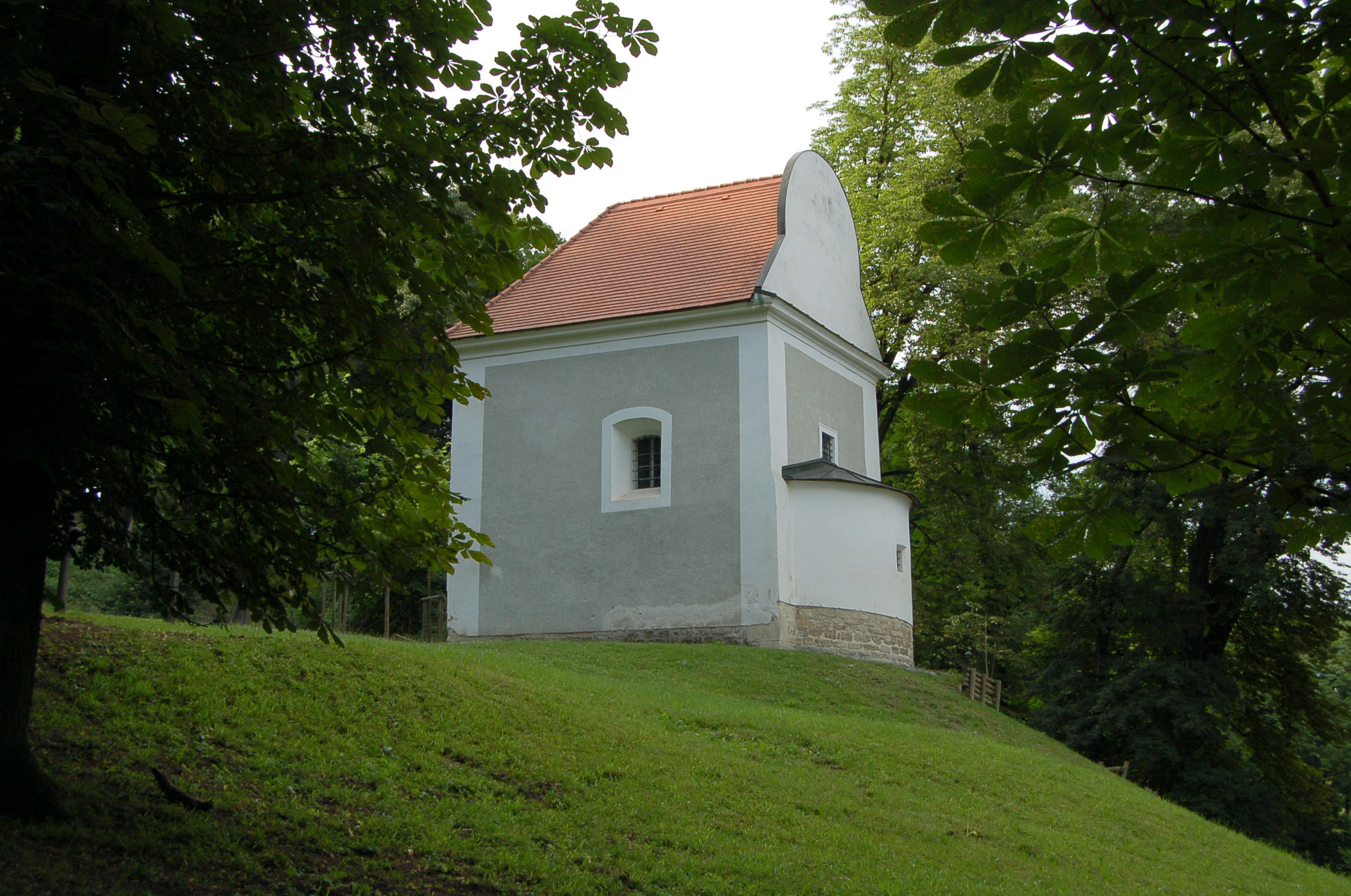
Die 1945 geplünderte Nikolaikapelle

Durch Ausdehnung der Landwirtschaft sollten Futtermittel für die Winterfütterung der Tiere bereitgestellt werden, was intensive Bodenpflegemaßnahmen, Maschinen und geschultes Personal erforderte. 1943 wurden Teile der Wiesen zur Beweidung durch eine Rinderherde freigegeben, auf den Ackerflächen wurden auch Lebensmittel für die Bevölkerung angebaut. Während die Landwirtschaft intensiviert wurde, ging die Holzgewinnung zurück. Die Rückführung der Wälder in ihren ursprünglichen, für den Wienerwald typischen Charakter hatte zur Folge, dass die Schlägerungen, vor allem von Rotbuche, unter das Plansoll der „Reichsstelle für Holz“ fielen. Zu jener Zeit war der Park für die Bevölkerung nur an Wochenenden zugänglich.

### Nachkriegs- und Besatzungszeit
Nach dem Einmarsch der Roten Armee im April 1945 wurde der Wildbestand nahezu ausgerottet. Die Infrastruktur des Tiergartens wurde demontiert oder zerstört, vor allem Buntmetalle galten als Kostbarkeiten. Schießübungen trugen zur Zerstörung der Landschaft bei. Wegen der Nahrungsmittelknappheit unmittelbar nach dem Krieg wurde auf dem Gebiet des Tiergartens wieder mehr Getreide angebaut und die forstwirtschaftliche Nutzung verstärkt, wobei sich die Forstverwaltung erfolgreich gegen die Verwendung von hochwertigem Holz zum Heizen zur Wehr setzte.
1954 wurde NS-Groß-Wien auf das heutige Stadtgebiet reduziert. Liesing war nun der 23. Bezirk. 1956 wurde der Lainzer Tiergarten aus dem 23. Bezirk aus- und in den 13. Bezirk, Hietzing, eingegliedert, dem er bis heute angehört.

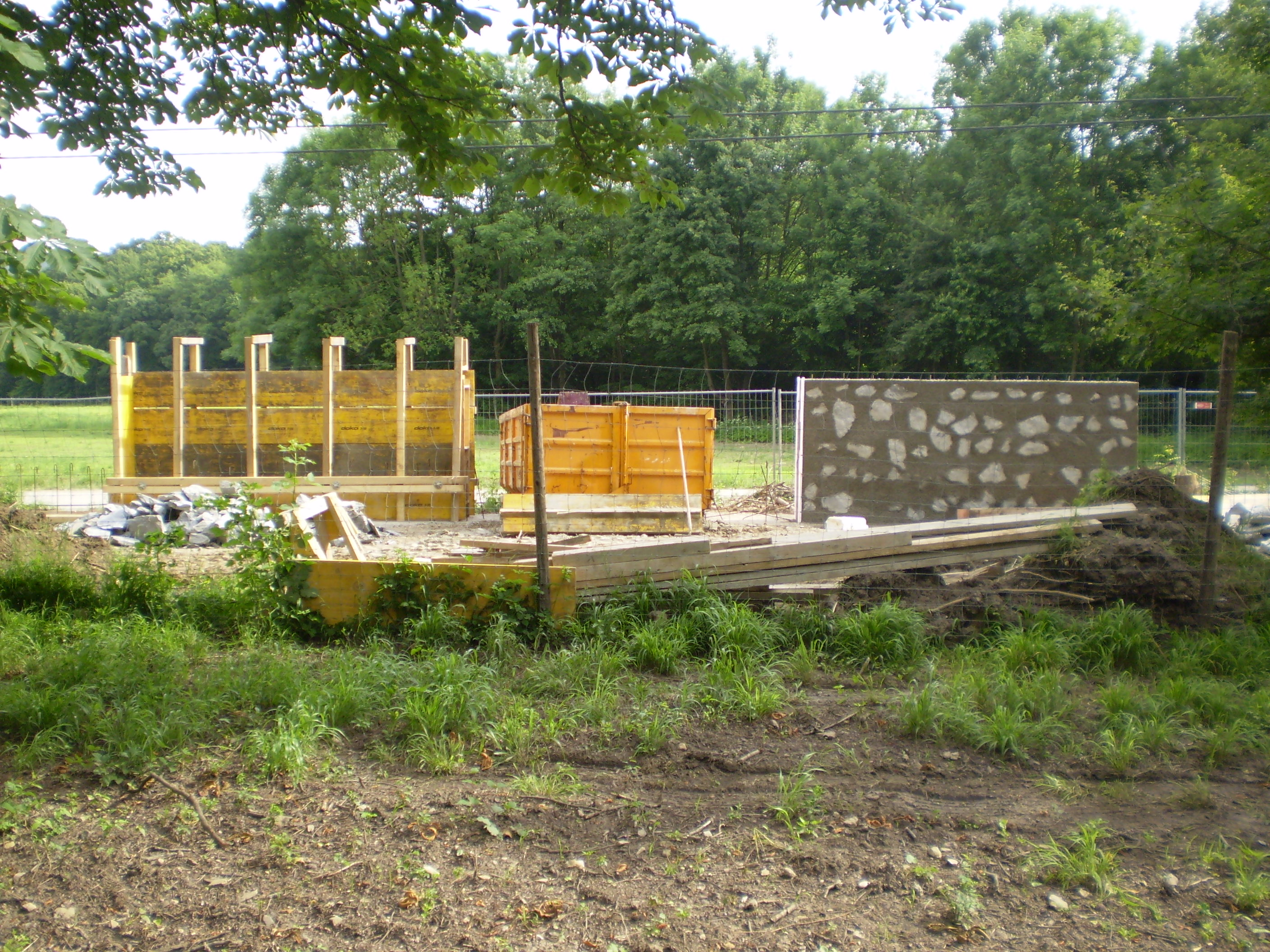
Neuerrichtung eines Teilabschnitts der Mauer des Lainzer Tiergartens, Juni 2010

### Vom Staatsvertrag bis heute
Wie nach dem Ersten Weltkrieg wurden in der Nachkriegszeit andere Nutzungen diskutiert, jedoch nie verwirklicht. Eine derart große ungenutzte Fläche wurde von vielen als unnötiger Luxus angesehen, und es gab – wie schon zuvor – Bestrebungen, das Gebiet zu bebauen. Die Trasse der West Autobahn sollte nach ursprünglichen Plänen direkt durch den Tiergarten gelegt werden. Der Streit zwischen Befürwortern und Gegnern dieser Trassenführung drohte zu eskalieren, schließlich kam es aber zu einem Kompromiss. Für den Bau wurden zwar Teile im Norden des Areals bei Weidlingau und Auhof abgetrennt, als Ersatz jedoch 1960 neue Flächen bei Laab im Walde eingegliedert. Diese etwa 90 ha zwischen dem nun funktionslosen Alten Dianator und dem Laaber Tor befinden sich in Niederösterreich.
Mit der Zunahme der Besucherfrequenz stieg der Bedarf an Rasthäusern: 1959 wurde das „Rohrhaus“, 1963 das „Hirschgstemm“ eröffnet.
2003 wurde ein Denkmal, der Tennō-Kogo-Stein, errichtet.

## Nutzung

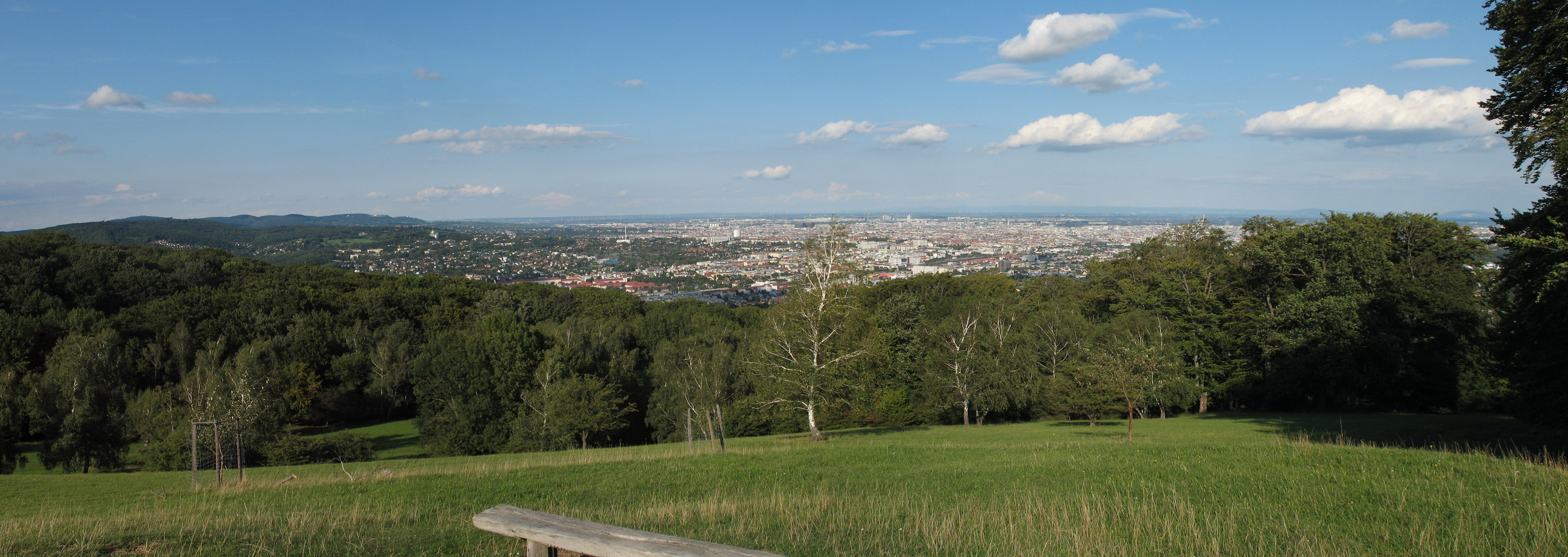
„Wiener Blick“

Die heutigen Nutzungsformen im Bereich des Tiergartens unterscheiden sich beträchtlich von jenen der Gründungszeit. War der Lainzer Tiergarten in erster Linie Jagdrevier für Monarchen, so steht heute die Funktion als Naherholungsgebiet der Wiener Bevölkerung im Vordergrund.

### Freizeit und Naherholung

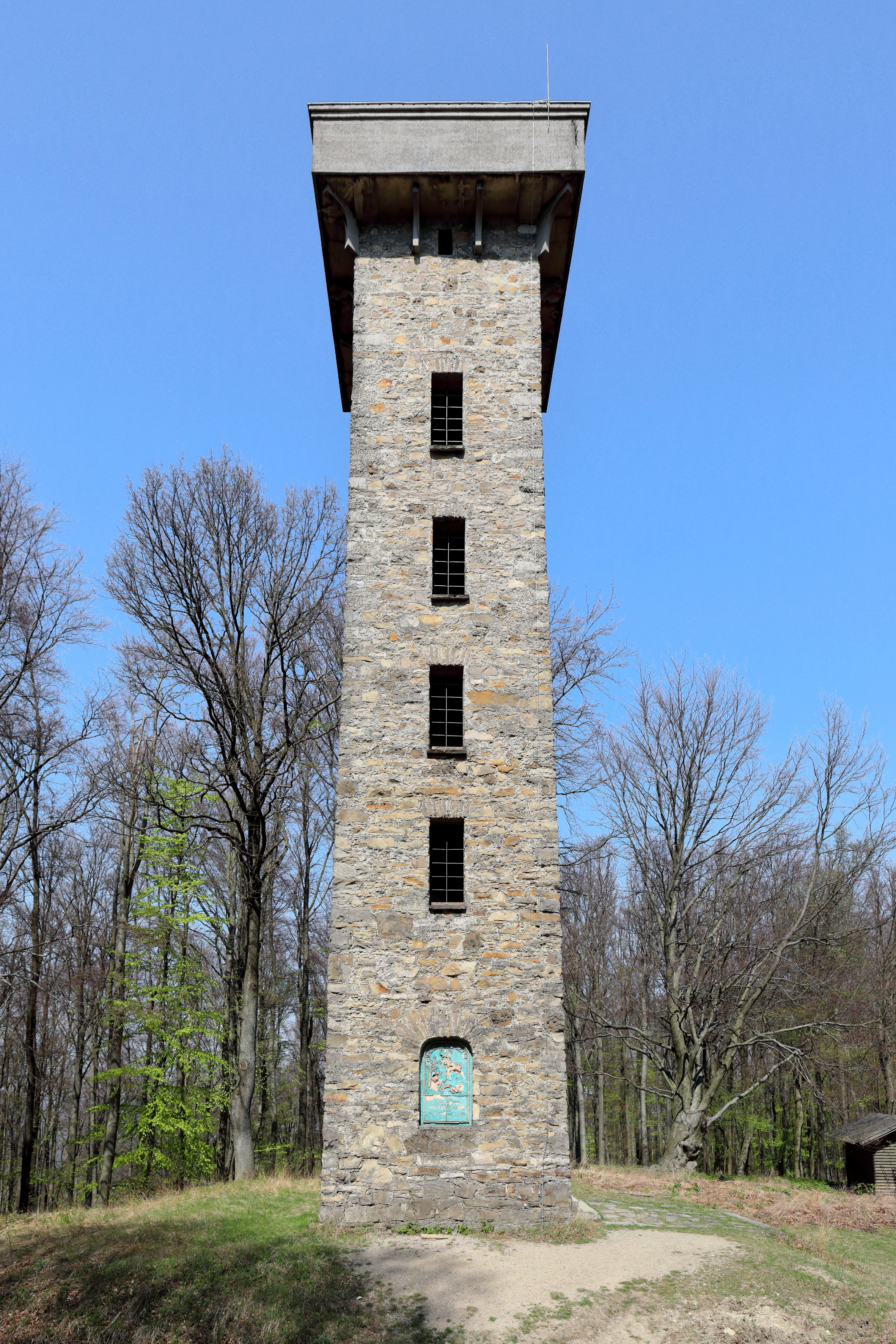
Hubertuswarte

Der Lainzer Tiergarten ist ein beliebtes Ausflugsziel. Das Areal eignet sich besonders für Spaziergänge (v. a. Lainzer Tor) und zum Wandern. Auch für Läufer bzw. Jogger und Nordic Walker ist das gut befestigte Wegenetz ideal geeignet (teilweise ausgeschilderte Laufstrecken). Die Einrichtung zweier Naturlehrpfade sowie die Möglichkeit, an Führungen und Exkursionen unter fachkundiger Leitung teilzunehmen, erweitert das Angebot. Ein Besucherzentrum bietet wechselnde Detailausstellungen zu Aspekten des Naturschutzes im Park.
Der Parkplatz Wittgensteinstraße ist Ausgangspunkt des Planetenwegs. Entlang der Mauer des Lainzer Tiergartens sind Infotafeln zu den Planeten des Sonnensystems mit maßstabgetreuen Abbildungen und in maßstabgetreuen Entfernungen angebracht.
Die Mitnahme von Hunden in den Lainzer Tiergarten ist zum Schutz des Wildbestandes nicht gestattet.
In eigenen Gehegen innerhalb des Tiergartens werden Damwild, Muffelwild und Heckrinder gehalten.
Der Lainzer Tiergarten öffnet grundsätzlich täglich um 8:00 und schließt zwischen 17:00 und 21:00, je nach Jahreszeit; von Anfang November bis gegen Ende Jänner ist nur der Park der Hermesvilla von 9:00 bis 17:00 zugänglich. (Seit 2021 steht auch während des Winters der ganze Tiergarten offen.) Der Eintritt in den Tiergarten (nicht aber in Ausstellungen in der Hermesvilla) ist frei.
- Gasthäuser: Rohrhaus, Hirschgstemm, Cafe Hermesvilla.
- Museum in der Hermesvilla
- Aussichtsturm Hubertuswarte am Kaltbründlberg (508 m)
- Nikolaikapelle (erstmals 1321 erwähnt)
- Wienblick Baderwiese

### Forst- und Landwirtschaft

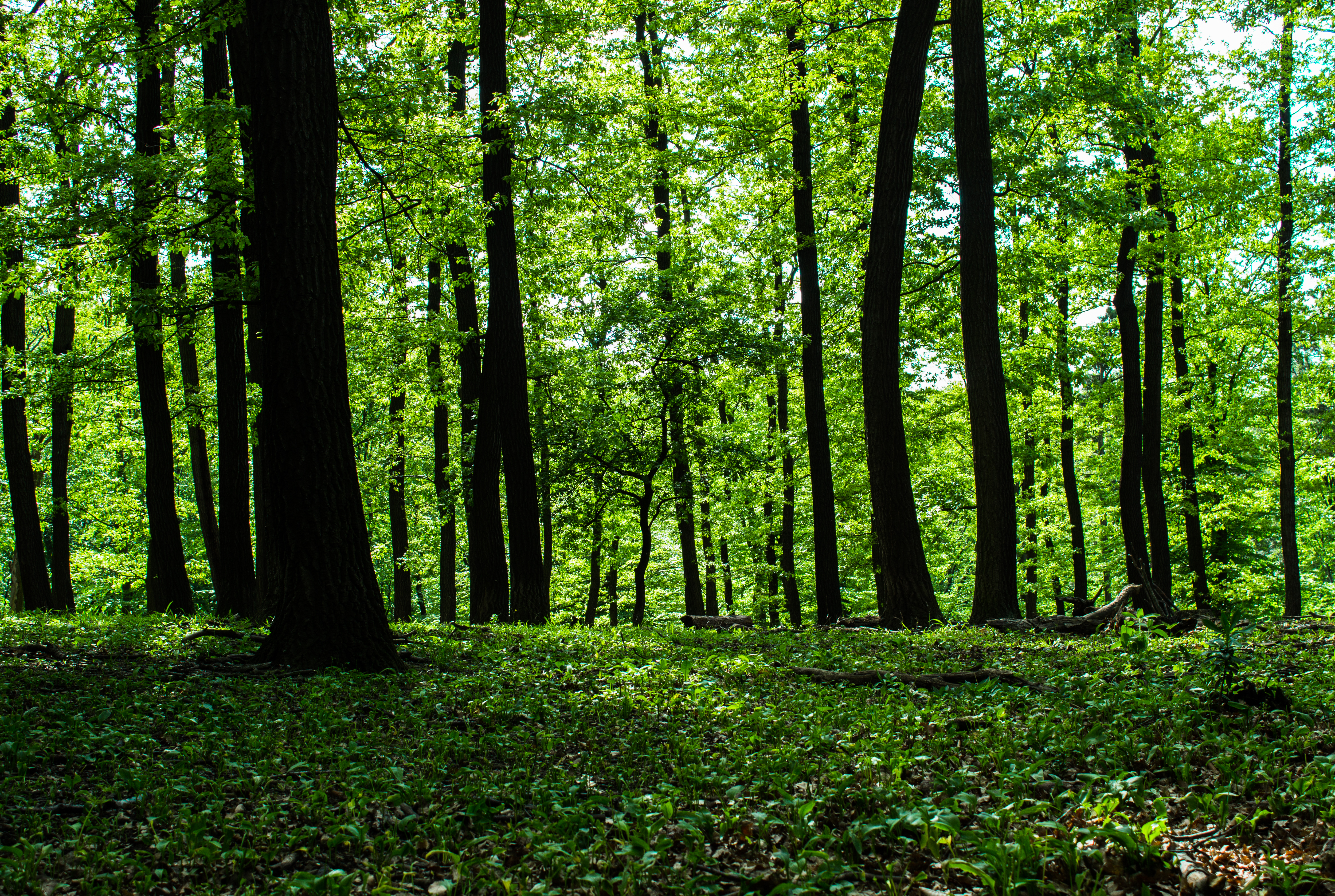
Wald nahe dem Nikolaitor

In forstlicher Hinsicht steht vor allem die Erhaltung und Pflege der Wälder im Vordergrund, einerseits um die Artendiversität zu erhalten und zu erweitern, andererseits um die Besucher vor möglichen Gefahren zu schützen. Der Forstbetrieb der Stadt Wien (MA 49) ist dabei für alle einschlägigen Arbeiten verantwortlich. Der lainzer Tiergarten ist keine „Urlandschaft“, sondern eine weitgehend der Natur überlassene Kulturlandschaft. Forstliche Eingriffe werden im Vergleich zum Nutzwald auf einem sehr geringen Niveau durchgeführt, abseits der Wege werden die auf das für den Naturschutz notwendige Minimum reduziert bzw. ganz eingestellt. Im Bereich des Johannser Kogels wurde der alte Eichenbestand trotz Absterben der Bäume nicht forstlich genutzt und zum Naturdenkmal, Naturwaldreservat und Biosphärenpark-Kernzone erklärt. Um den naturnahen Charakter des Lainzer Tiergartens zu fördern, werden forstliche Maßnahmen und die Benützung schwerer Forstmaschinen so gering wie möglich gehalten.
Auf kleinen Teilen des Gebietes wird Landwirtschaft betrieben. Von großer Bedeutung ist die Bewirtschaftung der Futterwiesen, die von Landwirten zur Gewinnung von Heu als Tierfutter jährlich – je nach Witterung – ein bis zwei Mal gemäht werden. Einzelne Wiesen sind als Lagerwiesen für die Erholungsnutzung angeboten und beschildert, auf allen übrigen Futterwiesen gilt ein Betretungsverbot. Da aufgrund des heute geringeren Wildbestandes und der Klimaerwärmung Zufütterungen für das Wild während der Wintermonate nicht mehr erforderlich sind, wird das auf den Wiesen gewonnene (Bio-)Heu von den Landwirten, die die Wiesen bewirtschaften an ihre Nutztiere verfüttert oder an Pferde- und Rinderbetriebe verkauft.
Grundsätzlich ist es Besuchern im Lainzer Tiergarten aufgrund des Wegegebotes nur auf dafür extra freigegebenen Arealen gestattet, die Wege zu verlassen.

### Jagd

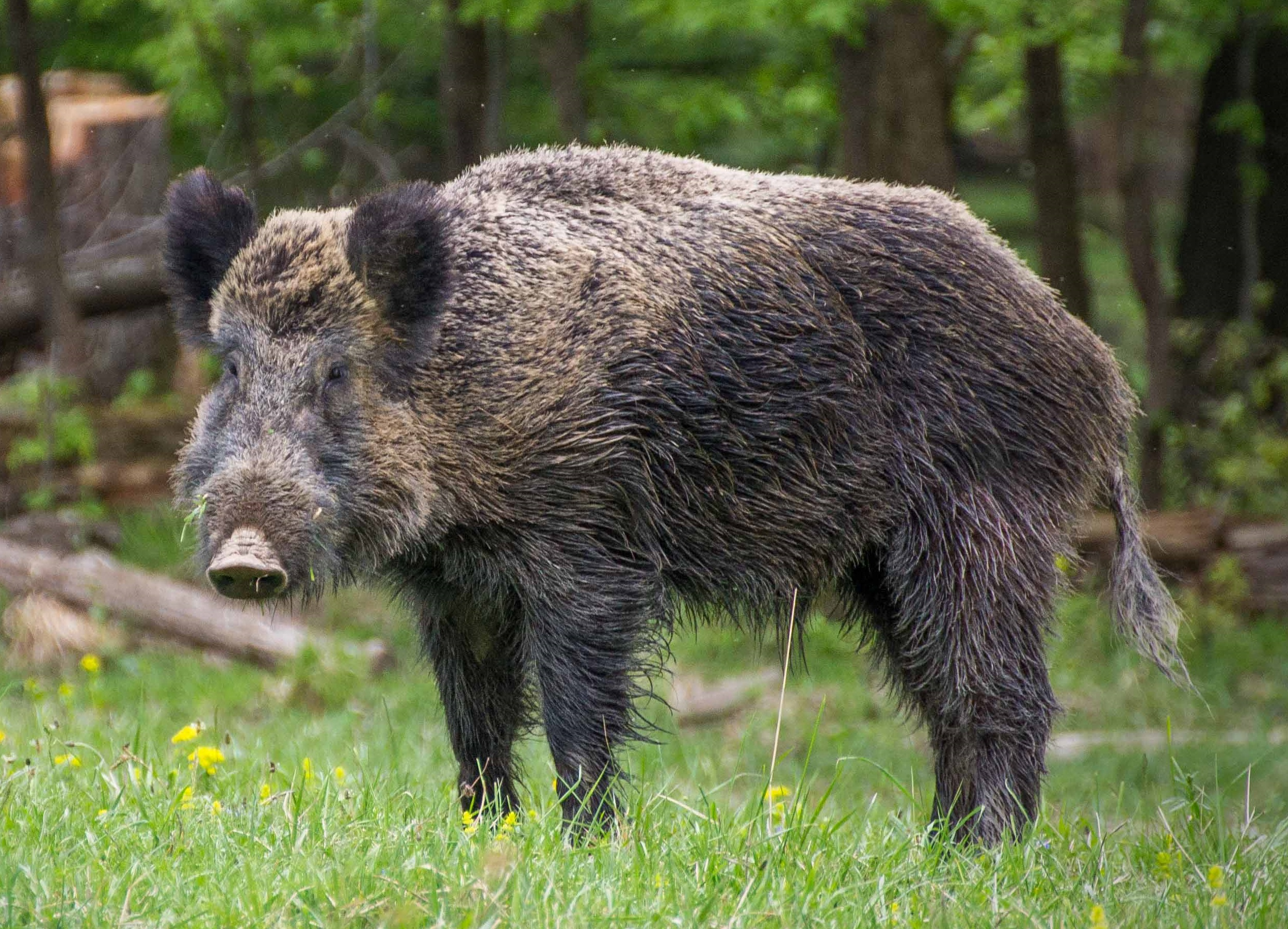
Wildschwein nahe dem Pulverstampftor

Die Jagd im Lainzer Tiergarten wird vorwiegend durch Berufsjäger bzw. Förster der Stadt Wien ausgeübt sowie in einem geringeren Umfang durch zahlende Jagdgäste. Der beschränkte Verkauf von Abschüssen an Jagdgäste wird seitens der Stadt als finanzielle Einnahmequelle und Beitrag zum Wildtiermanagement gesehen, soll allerdings mittelfristig eingestellt werden. Erklärtes Ziel der Stadt als Grund- und Jagdherr des Areals ist es, durch ausreichende Abschüsse beim Schalenwild (vor allem beim Rehwild und Wildschweinen) übermäßigen Verbiss an den Waldverjüngung bzw. Kraut- und Strauchschicht sowie Schäden an den bewirtschafteten Wiesen zu verhindern.
Vögel, Feldhasen, Beutegreifer (Füchse, Dachse etc.) und dergleichen werden dagegen nicht bejagt. Zwecks Erfolgskontrolle bei der Wildbestandsregulierung wurden Kontrollflächen für die Vegetationsentwicklung eingerichtet. Die Bestände Rothirsch, Damhirsch und Mufflon sollen gemäß dem 2015 beschlossenen Wildtiermanagementkonzept der Stadt auf Null reduziert werden, da ihre Lebensraumansprüche nicht mit den Verhältnissen im umzäunten Park vereinbar seien. Als weitere Konsequenz aus dem Wildtiermanagementkonzept wurde zudem seit 2015 sukzessive die Wildtierfütterung für Wiederkäuer eingestellt. Aufgrund der heute stark reduzierten Wildbestände ist eine Winterschließung des Tiergartens für die Wildstandsreduktion wie früher nicht mehr notwendig.

### Konflikte

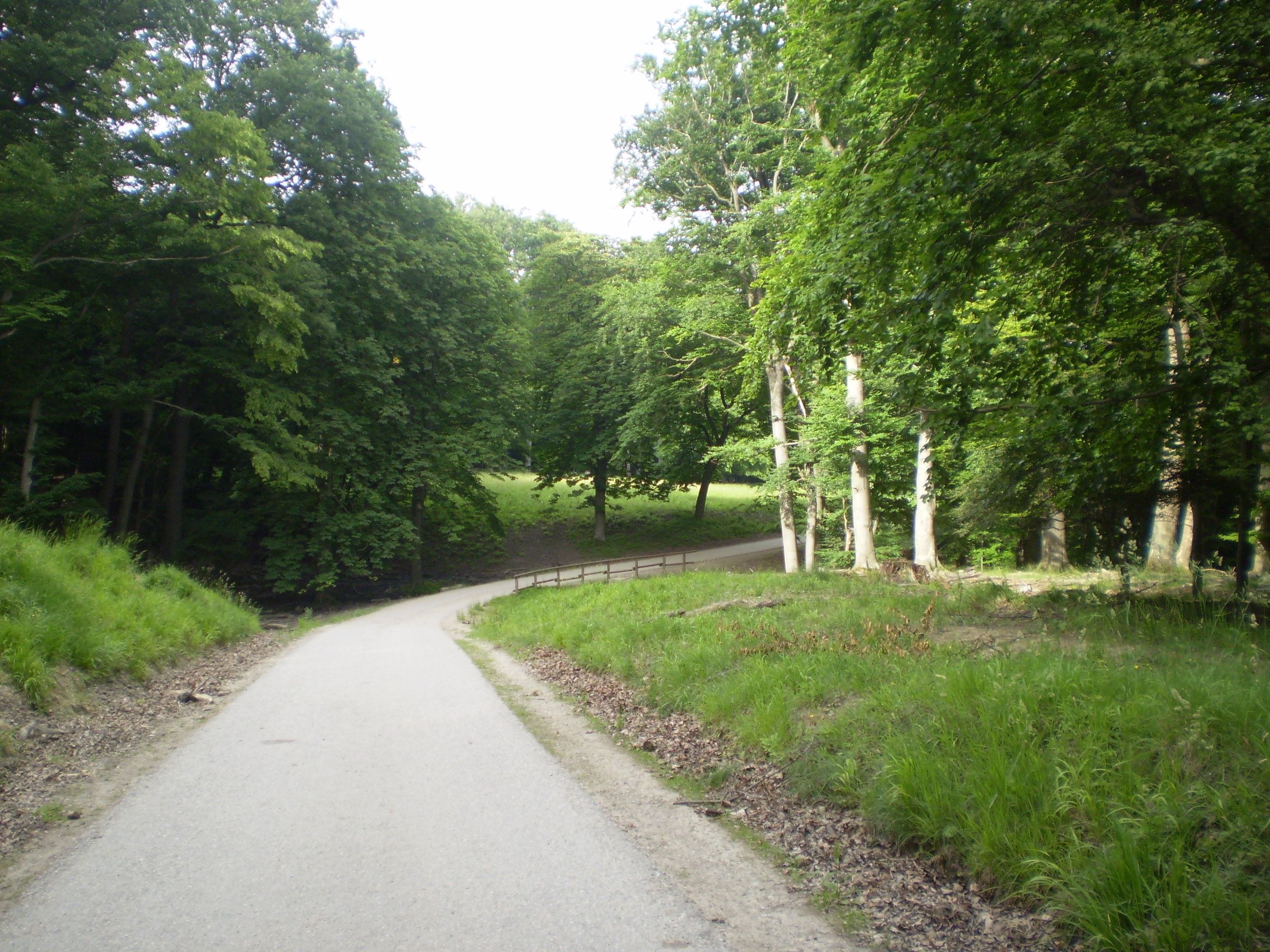
Asphaltierte Straße bei der Großen Dorotheerwiese

Auch in der Gegenwart kommt es immer wieder zu Interessenskonflikten zwischen Besuchern und Verantwortlichen. Auf der einen Seite ist der Lainzer Tiergarten als Naturschutzgebiet konzipiert, was durch den möglichst behutsamen Eingriff in das Ökosystem unterstützt wird, anderseits ist er ein beliebtes Ausflugsziel und muss damit Mindestanforderungen an Erreichbarkeit und Infrastruktur bieten. Die Kombination aus beidem schließt die Möglichkeit eines Prozessschutzgebietes ganz ohne menschliche Eingriffe im Sinne eines Nationalparks von vornherein aus, was aber durch die jahrhundertelangen Eingriffe in das Ökosystem ohnehin nicht zur Diskussion steht. Um einen möglichst umfassenden Schutz zu garantieren, ist der Lainzer Tiergarten Naturschutzgebiet und Pflegezone des Biosphärenparks Wienerwald. Auf Grund der Besucherzahl und zum Schutz der Besucher sind spezielle Maßnahmen notwendig, zum Beispiel das Fällen von Gefahrenbäumen in der Umgebung der Wege, Rasthäuser und Spielplätze.
Da der Lainzer Tiergarten ein Naturschutzgebiet ist, ist es auf der anderen Seite unmöglich, die infrastrukturellen Maßnahmen soweit auszudehnen, dass der Lainzer Tiergarten zum voll erschlossenen Erholungs- und Vergnügungsgebiet umgewidmet würde, mit allen dazu nötigen Eingriffen. Das Verbot von Kraftfahrzeugen, Fahrrädern, Skateboards und Haustieren, die nur sehr geringen vorhandenen Parkmöglichkeiten, das Verbot von offenem Feuer (das im Wald in Österreich aber generell besteht) sowie die eingeschränkte Benützung der Wiesen sind sicherlich im Vergleich zu anderen Naherholungsgebieten wie dem Wiener Prater oder der Donauinsel eine freizeittechnische Einschränkung. Bis auf die Hermesvilla ist das Gebiet weitgehend unbebaut, die Straßen und Wege sind teilweise unasphaltiert, es stehen relativ wenige sanitäre Einrichtungen zur Verfügung. Diese Einschränkungen machen aber andererseits die spezifische Qualität des Parks aus und werden – insbesondere das Fahrrad- und Hundeverbot – von vielen Besuchern geschätzt.